# Rise (píseň, Katy Perry)
„Rise“ je píseň americké zpěvačky Katy Perry. Ta ji napsala spolu se Savan Kotecha a producenty Maxem Martinem a Ali Payamim. Vydavatelství Capitol Records píseň zveřejnilo dne 14. července 2016 jako samostatný singl. „Rise“ je středně rychlá elektronická píseň s textem na téma vítězství. Tato píseň byla propagační písní Letních olympijských her 2016. Oficiální videoklip byl vydán 4. srpna 2016.

## Žebříček
| Země                             | Pozice (2016) |
| -------------------------------- | ------------- |
| Argentina (Monitor Latino)       | 11            |
| Austrálie (ARIA)                 | 1             |
| Česko (Rádio Top 100)            | 7             |
| Irsko (IRMA)                     | 56            |
| Itálie (FIMI)                    | 51            |
| Kanada (Billboard)               | 15            |
| Německo (Official German Charts) | 39            |
| Slovensko (Rádio Top 100)        | 41            |
| UK (Official Charts Company)     | 25            |
| US (Billboard)                   | 1             |